# Josef Altstötter
Josef Altstötter, född 4 januari 1892 i Bad Griesbach im Rottal, död 13 november 1979 i Nürnberg, var en tysk jurist och SS-Oberführer. Han var under andra världskriget understatssekreterare i Riksjustitieministeriet.

## Biografi
Altstötter studerade rättsvetenskap vid universiteten i München och Erlangen. Hans studier avbröts av tjänstgöring i första världskriget och 1920 avlade han examen. Året därpå fick han anställning som rättsassessor vid Bayerns justitieministerium. Från 1927 var Altstötter verksam vid Reichsjustizministerium (Riksjustitieministeriet). Efter att ha tjänstgjort vid bland annat Riksarbetsdomstolen gick han 1939 in i aktiv krigstjänst i Wehrmacht.
I januari 1943 kom Altstötter ånyo till Reichsjustizministerium och utnämndes där till understatssekreterare. Han sysslade bland annat med den nazistiska raslagstiftningen.
År 1947 åtalades Altstötter och femton andra höga jurister vid Domarrättegången. Han dömdes till fem års fängelse för medlemskap i Schutzstaffel (SS), som vid Nürnbergprocessen hade bedömts vara en kriminell organisation. Altstötter frigavs 1950.